# العلاقات المولدوفية الناميبية
العلاقات المولدوفية الناميبية هي العلاقات الثنائية التي تجمع بين مولدوفا وناميبيا.

## مقارنة بين البلدين
هذه مقارنة عامة ومرجعية للدولتين:
| وجه المقارنة                                              | مولدوفا                           | ناميبيا      |
| --------------------------------------------------------- | --------------------------------- | ------------ |
| المساحة (كم2)                                             | 33.85 ألف                         | 825.62 ألف   |
| عدد السكان (نسمة)                                         | 2.55 مليون                        | 2.53 مليون   |
| الكثافة السكانية (ن./كم²)                                 | 75.33                             | 3.06         |
| العاصمة                                                   | كيشيناو                           | ويندهوك      |
| اللغة الرسمية                                             | اللغة المولدوفية، اللغة الرومانية | لغة إنجليزية |
| العملة                                                    | ليو مولدوفي                       | دولار ناميبي |
| الناتج المحلي الإجمالي (بليون دولار)                      | 8.13 مليار                        | 13.24 مليار  |
| الناتج المحلي الإجمالي (تعادل القوة الشرائية) بليون دولار | 17.94 مليار                       | 25.60 مليار  |
| الناتج المحلي الإجمالي الاسمي للفرد دولار أمريكي          | 3.65 ألف                          | 4.67 ألف     |
| الناتج المحلي الإجمالي للفرد دولار أمريكي                 | 4.98 ألف                          | 9.96 ألف     |
| مؤشر التنمية البشرية                                      | 0.693                             | 0.628        |
| رمز المكالمات الدولي                                      | +373                              | +264         |
| رمز الإنترنت                                              | .md                               | .na          |
| المنطقة الزمنية                                           | ت ع م+02:00، ت ع م+03:00          | ت ع م+02:00  |

## منظمات دولية مشتركة
يشترك البلدان في عضوية مجموعة من المنظمات الدولية، منها:
| علم المنظمة | اسم المنظمة                        | تاريخ انضمام مولدوفا | تاريخ انضمام ناميبيا |
| ----------- | ---------------------------------- | -------------------- | -------------------- |
|             | البنك الدولي للإنشاء والتعمير      | 12 أغسطس 1992        | 25 سبتمبر 1990       |
|             | منظمة التجارة العالمية             | ?                    | ?                    |
|             | منظمة حظر الأسلحة الكيميائية       | ?                    | ?                    |
|             | الأمم المتحدة                      | 2 مارس 1992          | 23 أبريل 1990        |
|             | منظمة الشرطة الجنائية الدولية      | ?                    | ?                    |
|             | وكالة ضمان الاستثمار متعدد الأطراف | 9 يونيو 1993         | 25 سبتمبر 1990       |
|             | يونسكو                             | 27 مايو 1992         | 2 نوفمبر 1978        |
|             | مؤسسة التمويل الدولية              | 10 مارس 1995         | 25 سبتمبر 1990       |
|             | الاتحاد البريدي العالمي            | ?                    | ?                    |
|             | الاتحاد الدولي للاتصالات           | 20 أكتوبر 1992       | 25 يناير 1984        |

## وصلات خارجية
- موقع وزارة الخارجية المولدوفية